# Groß Gerstedt
Groß Gerstedt gehört zur Ortschaft Osterwohle und ist ein Ortsteil der Hansestadt Salzwedel im Altmarkkreis Salzwedel in Sachsen-Anhalt.

## Geographie
Das altmärkische Dorf Groß Gerstedt, ein nach Norden erweitertes Rundplatzdorf mit Kirche auf dem Platz, liegt vier Kilometer westlich von Salzwedel. Im Süden strömt die Salzwedeler Dumme, an der auch der zugehörige Wohnplatz Wolfsmühle liegt. Nachbarorte sind Böddenstedt, Klein Wieblitz und Klein Gerstedt.

## Geschichte

### Mittelalter bis Neuzeit
Im Landbuch der Mark Brandenburg von 1375 wird der Ort als Gerstede magna mit 10 Hufen Land aufgeführt. Die Mühle gehörte dem Kloster Diesdorf. Weitere Nennungen sind 1491 dudeschen Gerstede, 1494 in dem dorpe to groten gerstede, 1600 Großen Gerstedt, 1687 Grossen Gerstedt und 1804 Groß Gerstedt.

### Eingemeindungen
Ursprünglich gehörte das Dorf zum Salzwedelischen Kreis der Mark Brandenburg in der Altmark. Zwischen 1807 und 1813 lag es im Landkanton Salzwedel auf dem Territorium des napoleonischen Königreichs Westphalen. Ab 1816 gehörte die Gemeinde zum Kreis Salzwedel, dem späteren Landkreis Salzwedel.
Am 1. Oktober 1939 erfolgte der Zusammenschluss der Gemeinden Groß Gerstedt und Klein Gerstedt zur Gemeinde Gerstedt. Durch die Auflösung der Gemeinde Gerstedt durch Eingemeindung in Osterwohle am 1. Oktober 1972 kam der Ortsteil Groß Gerstedt zu Osterwohle.
Bis Ende 2009 gehörte Groß Gerstedt mit dem Wohnplatz Wolfsmühle zur Gemeinde Osterwohle und war Mitglied der Verwaltungsgemeinschaft Salzwedel-Land. Durch die Eingemeindung von Osterwohle nach Salzwedel am 1. Januar 2010 kam der Ortsteil Groß Gerstedt zur Stadt Salzwedel und zur neuen Ortschaft Osterwohle.

### Einwohnerentwicklung
| Jahr | Einwohner |
| ---- | --------- |
| 1734 | 066       |
| 1774 | 050       |
| 1789 | 072       |
| 1798 | 059       |
| 1801 | 061       |
| 1818 | 071       |
| 1840 | 126       |
| 1864 | 130       |
| 1871 | 138       |
| 1885 | 138       |

| Jahr | Einwohner |
| ---- | --------- |
| 1892 | [0]146    |
| 1895 | 140       |
| 1900 | [0]148    |
| 1905 | 144       |
| 1910 | [0]140    |
| 1925 | 128       |
| 1939 | 131       |
| 2010 | [0]092    |
| 2014 | [00]086   |
| 2015 | [00]090   |

| Jahr | Einwohner |
| ---- | --------- |
| 2021 | [00]091   |
| 2021 | [00]91    |
| 2022 | [00]92    |
| 2023 | [0]91     |

Quelle, wenn nicht angegeben, bis 1939:

## Religion
Die evangelische Kirchengemeinde Groß Gerstedt gehörte früher zur Pfarrei Bombeck. Die evangelischen Christen aus Groß Gerstedt gehören heute zum Pfarrbereich Osterwohle-Dähre im Kirchenkreis Salzwedel im Bischofssprengel Magdeburg der Evangelischen Kirche in Mitteldeutschland.

## Kultur und Sehenswürdigkeiten
- Die evangelische Dorfkirche Groß Gerstedt, ein kleiner spätromanischer Feldsteinbau mit dreiseitigem Ostschluss, ist eine Filialkirche der Kirchengemeinde in Bombeck.[13] Die Kirche wurde vermutlich zu Beginn des 15. Jahrhunderts aus teils sehr großen Feldsteinen erbaut. Das rundbogige Südportal und das kleine Ostfenster sind noch ursprünglich. Über dem Westportal erhebt sich ein Dachreiter mit achtseitigem Spitzhelm, der im flachgedeckten Innern von dorischen Säulen gestützt wird.[15]
- Der Ortsfriedhof ist auf dem Kirchhof.
- Neben der Kirche in Groß Gerstedt steht ein quadratisches Steindenkmal für die Gefallenen des Ersten und Zweiten Weltkrieges.[16]